# 雙面嬌娃 (遊戲)
《雙面嬌娃》是1998年6月25日由索尼電腦娛樂製作的全動畫冒險遊戲，以系列的第一作發售。動畫製作是Production I.G。中譯為「雙面嬌娃」。
在系列屬於春夏秋冬之中的「夏」。後藤圭二的人物設計，與各種恐怖要素強烈的劇情造成話題。
2005年7月28日在PSP上發售移植版。

## 物語概要
剛加入大學映画研究部（映研）不久的「主角」，在某個夏夜裡，和少女「赤坂美月」相遇。不知何故除了自己名字以外失去一切記憶的她，直到回想起來之前與主角同居在一起。後來主角邀請美月在映研自主制作電影裡擔任女主角。但是，那個電影的劇本，竟然是因為過去映研在攝影中死過人，而封印許多年的「愛人寢室（かこひめの寝屋）」…。

## 登場人物
主人公
名字設定不可「我（僕）」。映研的新社員。
性格相當普通，不擅長與女性來往。碰到美月這樣的美人，有時興奮過度鼻血會有如噴水柱一般噴出而倒地。
在各結局裡，死亡的情況很多，Bad ending往往給人有戰凓的感覺。
赤坂 美月（あかさか みつき）（声優：平松晶子）
出生日期：9月30日、身長：160cm、体重：44kg、三圍：87/58/82(cm)、血液型：O型。
「仆娘少女」的紅髮女主角。因為某種機緣和主角相識。
食欲旺盛、家事萬能且才色兼備的美人（對自身的魅力有自覺，而會捉弄主角使其高興或困擾）。除了名字「赤坂美月」之外失去一切的記憶，關於本性也是充滿謎題，不過平常是相當地活潑。
精神層面由於受到分裂出來的人格影響，非常的不穩定。在本遊戲中常常即使對她好到了極點也會殺了玩家(主角)，並且在遊戲中選錯了特定選項就一定會發生Bad ending也是極為特殊的。
總而言之，常常會讓人攻略到胃抽筋的角色。
篠原 遥（しのはら はるか）（声優：水谷優子）
出生日期：8月4日、身長：162cm、体重：46kg、三圍：86/60/81(cm)、血液型：A型。
映研社社長。是位嘴邊有個小痣的美人。
雖然是富家獨生女但不高傲，不過害怕恐怖故事。原本入社時並不是對電影很有興趣，在前年因為當時的部長失踪，而基於人望繼承了社長的位置。對主角有點在意。
楠木 翔子（くすのき しょうこ）（声優：白鳥由里）
出生日期：3月29日、身長：155cm、体重：45kg、三圍：84/58/80(cm)、血液型：B型。
與主角同期的新社員。負責化粧。
戴著四角形框的眼鏡，本身長的不會輸給美月或遥，但是本人並沒有自覺。比起自己，會優先考慮使他人變得漂亮的個性。其實本來是想到國外深造專業化妝的，不過因為父母的反對而過著邊上普通大學一邊學習化妝的日子。在番外篇會出現和主角交往的情形。
二村 英樹（ふたむら ひでき）（声優：森久保祥太郎）
與主角同期的新社員。是特徵外框又圓又黑的眼鏡。負責攝影但其實是希望參加演出，對電影的知識映研最高峰的人材。在番外篇也會有和美月交往的情形。
佐久間 良樹（さくま よしき）（声優：置鮎龍太郎）
在映研作品裡演出的男演員。美形でいわゆるスケコマシと評判だが、似乎知道關於美月的事情。
森崎 真奈美（もりさき まなみ）（声優：折笠愛）
南西綜合病院精神科的醫生。不僅是才色兼備的美女，在精神科方面的醫術也相當優秀。在追蹤美月真面目時的重要人物。
剛田 豪（ごうだ ごう）（声優：立木文彥）
主角映研社的學長。本來是隸屬摔角同好會，但對遥所拍的宣傳影片很中意而加入映研。
花園 雅美（はなぞの まさみ）（声優：松本保典）
主角映研社的學長。本來和剛田同屬摔角同好會，ライバルだった彼が映研に入り浸るようになったことを機に、自分も後を追った。そして手先の器用さを買われ機材管理担当者になった。

## 主要工作人員
- 遊戲總監修：東郷光宏
- 動畫監督：西久保瑞穂
- 分鏡・演出：川崎逸朗
- 腳本：川崎逸朗、久保田雅史、松原順
- 人物設計・作畫監督：後藤圭二
- 美術監督：佐藤正浩
- 音楽：梶浦由記
- 主題歌「door」
  - 歌：小畑由香里　作詞：　作曲・編曲：
- 程式：堀内義朗、鷹津由
- ：石川光久、山元哲治
- 制作：Sugar&Rockets・Production I.G

## 相關項目
- 擁抱季節（季節を抱きしめて）
- 茉莉花（サンパギータ）
- 雪割花（雪割りの花）